# هنغورا
هنغورا (بالأوردية هنݣورا) مجتمع مسلم يوجد في ولاية كجرات في الهند وإقليم السند في باكستان. وهي إحدى مجتمعات ملداري البدوية الرعوية الموجودة في منطقة باني التابعة لكوتش.

## الأصل والتاريخ
ينحدر أصلهم حسب ادعائهم من النبيل سمّا راجبوت، الذي كان له سبعة أبناء، أكبرهم سناً هو هنغورا. وبعد أعتناق هنغورا إسلام هاجروا إلى قرية خرساروادا في عبداسا تالوكا، في كوتش. وينتشرون الآن في أكثر من ثلاثة وعشرين قرية.

## جماعات هنغورا
- كوندرا (كندرہ)
- جاموتار (جاموتر)
- خاكواني (خاكواني)
- حجاني (حاجاني)
- فيرياني (ويرياني)
- موساني (موساني)
- خاناني (خاناني)
- فولهانى (فلہاني)
- خيتاني (كهيتاني)
- دونجراني (ڈونگراني)
- جيفراني (جيوراني)
- نوغراني (نوگهراني)
- قيصري (قيصراني)
- أدهاني (آداني)
- دهل (دهل)
- سامواني العظيم (سامواني)
- ديفاراني (ڈيوراني)
- لاخيار (لاكهيار)
- دوساني (ڈوساني)
- باناني (باناني)
- علواني (علواني)
- عدواني (آدواني)
- خيماني (خيماني)
- بتاني (پتاني)
- Bebani (بيباني)
- تاماتشي (تماچحي)
- Begani (بيگاني)
- مالواني (ملواني)
- مالدي (مالو)
- إيساني (عيساني)
- Othani (اوٹآناني)
- علو (علو)
- دوداني (دوداني)
- ناثاني (ترجمة)
- هوذي (ہوتهي)
- دوجاني (ڈوجاني)